# Gérard de Montaigu der Ältere
Gérard de Montaigu († 15. Juli 1391) war Berater und Sekretär des französischen Königs Karl V.
Das Amt des Sekretärs trat er 1358 an, 1364 wurde er in den Trésor des Chartes, das königliche Archiv, versetzt, wo er faktisch dessen Leitung übernahm, da der Amtsinhaber Pierre Turpain dauerhaft erkrankte. 1370 wurde er Turpains Nachfolger. Auf Gérard de Montaigu geht die Neuordnung des Archivs aus der Zeit um 1380 zurück.
Er heiratete Biette Cassinel, die Schwester von Ferry Cassinel, Erzbischof von Reims, und Geliebte Karls V. Mit ihr hatte er mindestens zwei Söhne:
- Gérard de Montaigu der Jüngere, † 1420, Bischof von Poitiers und Bischof von Paris
- Jean de Montaigu, † 1415, Bischof von Chartres und Erzbischof von Sens

Ein weiterer offiziell ehelicher Sohn war Jean de Montaigu, † 1409, einer der Marmousets des Königs Karl VI.; sein tatsächlicher Vater war jedoch König Karl V. selbst, so dass Karl VI. sein Halbbruder war.
| Personendaten    | Personendaten                                         |
| ---------------- | ----------------------------------------------------- |
| NAME             | Montaigu, Gérard de der Ältere                        |
| ALTERNATIVNAMEN  | Montaigu, Gérard de                                   |
| KURZBESCHREIBUNG | Berater und Sekretär des französischen Königs Karl V. |
| GEBURTSDATUM     | 14. Jahrhundert                                       |
| STERBEDATUM      | 15. Juli 1391                                         |